# Claude de Dreux-Nancré
Claude de Dreux, marquis de Nancré et de la Flocellière, (14 juillet 1623, Paris - 2 avril 1689, Paris), est un général français.

## Biographie
Gendre de Macé II Bertrand de La Bazinière, il suivit la carrière militaire et rentra dans le régiment des Gardes françaises comme enseigne le 8 février 1641. Passé lieutenant le 9 mars 1644, il prit part à toutes les campagnes, de 1641 à 1648, où les gardes-françaises furent. Son attitude à la bataille de Lens, durant laquelle il reçut cinq blessures et fut fait prisonnier, lui fit obtenir le grade de capitaine. Le 22 décembre 1648, il reçut la compagnie du sieur de Langlade-Comminges, tué durant ce combat, et dont il avait été le lieutenant.
Il se distingua au passage de l'Escaut par les troupes du roi, commandées par le comte d'Harcourt, et à la défaite des troupes du duc de Lorraine, près de Valenciennes, en 1649 ; au siège de Sainte-Menehould, le 22 octobre 1653 ; au siège de Montmédy, en août 1657, et à celui de Dunkerque, où il commanda un bataillon du régiment des gardes, en 1658. Il se trouva à la bataille des Dunes, le 14 juin 1658, et y commanda également un bataillon du régiment des gardes. Ce fut à sa prévoyance, et à une manœuvre habile qu'il fit, que l'on dut le gain de cette bataille. Il fut récompensé de ce service important, par le grade de maréchal de camp, auquel il fut promu, le 20 juillet suivant. Il fit, en cette qualité, tout le reste de la campagne de 1658, sous les ordres des maréchaux de Turenne et de la Ferté, et servit notamment au siège de Gravelines, où il commanda les deux bataillons des gardes-françaises qui se trouvaient à l'armée.
Il obtint, le 20 novembre de la même année, le régiment d'infanterie qu'avait eu le marquis de Beauvau, et fut fait, le même jour, gouverneur du Quesnoy.
On lui donna, le 5 mai 1669, le gouvernement des ville et château d'Ath, et il en fut fait châtelain, le 13 juillet 1670.
Il fut créé lieutenant-général, en 1672, et servit, en cette qualité, dans le corps commandé par le comte de Chamilly. Le 18 août de la même année, il fut fait chef d'un corps détaché de l'armée du maréchal de Créqui, et destiné pour la Hollande. Sa commission lui donnait en même temps le pouvoir de commander cette armée en l'absence du maréchal ; mais, ensuite, il fut décidé que le marquis de Nancré resterait en Flandre, avec 4000 hommes, pour observer les Espagnols, dont on se défiait. Le 28 juin suivant, il tenta sans succès de surprendre la ville de Hardembourg, près du Saz-de-Gand.
Le roi ayant décidé que le marquis de Nancré ne s'éloignerait pas de son commandement d'Ath, à cause de l'importance de ce commandement, le nomma, le 9 novembre 1673, pour servir sous les ordres du maréchal de Bellefonds. Le marquis de Nancré mit à profit tout l'hiver, et une partie de l'année 1674, pour envoyer des partis dans toute la Flandre et le Brabant, y lever des contributions, attaquer les garnisons voisines, et les déloger des postes avantageux qu'elles occupaient dans ces contrées.
En juin 1675, il commandait un camp volant en Flandre. Il reçut, le 10 novembre de la même année, une commission pour lever un régiment de dragons de son nom.
Les motifs qui avaient déterminé le roi à ne pas éloigner le marquis de Nancré de son gouvernement d'Ath, existant encore en 1675, 1676, 1677 et 1678, il fut employé sous les ordres du maréchal d'Humières. Le marquis de Nancré fit, à peu près, sous ce maréchal, ce qu'il avait exécuté, en 1673, sous le maréchal de Bellefonds : il tint les ennemis dans de continuelles alarmes, leva des contributions, aida à prendre divers châteaux, à investir Saint-Guillain, Mons et Gand, et à réduire cette dernière place.
La ville d'Ath étant rentrée sous la domination du roi d'Espagne, le marquis de Nancré fut dédommagé de la perte du gouvernement de cette place par celui des ville et citadelle d'Arras.
Il était conseiller du roi en ses conseils d'État et privé, et chevalier de l'ordre du roi.
Marié d'abord à Aimée Thérèse de Montgommery, il est le père du marquis Louis-Jacques-Aimé-Théodore de Dreux-Nancré, ambassadeur de France en Espagne. Sa deuxième femme fut Marie-Anne Bertrand de Pressigny.

## Sources
- Jean Baptiste Pierre Jullien de Courcelles, Dictionnaire historique et biographique des généraux français, depuis le onzième siècle jusqu'en 1820, Volume 9, 1823